# Cabralia teichii
Cabralia teichii är en fjärilsart som beskrevs av Berg 1885. Cabralia teichii ingår i släktet Cabralia och familjen nattflyn. Inga underarter finns listade i Catalogue of Life.